# Nicole Flint
Nicole Flint (Pretória, 15 de maio de 1988) é uma modelo e profissional de relações públicas sul-africana, eleita Miss África do Sul 2009.
Participou do Miss Universo 2010, realizado em Las Vegas, nos Estados Unidos, onde foi uma das dez semifinalistas.